# 드미트리 카발렙스키
드미트리 보리소비치 카발렙스키(러시아어: Дми́трий Бори́сович Кабале́вский, 1904년 12월 30일 ~ 1987년 2월 14일)는 소비에트 연방의 작곡가이다. 밝고 대중적인 곡들을 많이 작곡한 것으로 평가된다. 1904년 12월 30일 상트페테르부르크에서 태어났다. 1929년엔 먀스콥스키의 작곡과를, 1930년에는 알렉산드르 골리덴바이제르의 피아노과를 졸업하였다. 다음해인 1931년 12월 11일 볼쇼이 극장의 교향악 연주회에서 최초의 피아노 협주곡이 연주되었는데, 이것이 음악에의 데뷔였다. 그의 작품은 모든 장르에 걸쳐 있지만, 특히 가극에 힘을 기울인 작곡가로서 주목되고 있다. 로맹 롤랑의 소설에서 취재한 <코라 부르뇬>(1937)의 경쾌한 서곡과 모음곡은 유명하다. 1949년에는 바이올린 협주곡과 첼로 협주곡을 작곡하였는데, 싱싱하고 밝은 곡으로서 많이 연주되고 있다. 그 밖에 성악곡, 극의 부대(附帶)음악, 영화음악 등이 있다.